# Manilkara chicle
Manilkara chicle là một loài thực vật có hoa trong họ Hồng xiêm. Loài này được Henri François Pittier mô tả khoa học đầu tiên năm 1919 dưới danh pháp Achras chicle. Năm 1943 Charles Louis Gilly chuyển nó sang chi Manilkara.